# Nikołaj Jegoryczew
Nikołaj Grigorjewicz Jegoryczew (ros. Никола́й Григо́рьевич Его́рычев, ur. 3 maja 1920 we wsi Strogino w guberni moskiewskiej, zm. 16 lutego 2005 w Moskwie) – radziecki polityk, dyplomata, członek KC KPZR (1961-1971).

## Życiorys
Od 1938 studiował w Moskiewskiej Wyższej Szkole Technicznej im. Baumana, po ataku Niemiec na ZSRR przerwał studia, początkowo wraz z innymi studentami budował umocnienia, następnie walczył w batalionach robotniczych i w Armii Czerwonej. W 1942 został członkiem WKP(b), w 1946 zdemobilizowany w stopniu porucznika, wznowił studia, które ukończył w 1951. Był sekretarzem, później II i I sekretarzem rejonowego komitetu WKP(b) w Moskwie, od maja 1960 do lutego 1961 inspektorem KC KPZR, od 27 lutego 1961 do 26 listopada 1962 II sekretarzem Komitetu Miejskiego WKP(b) w Moskwie. Od 31 października 1961 do 30 marca 1971 członek KC KPZR, od 23 listopada 1962 do 8 kwietnia 1966 członek Biura KC KPZR ds. RFSRR, od 26 listopada 1962 do 27 czerwca 1967 I sekretarz Komitetu Miejskiego KPZR w Moskwie, od czerwca 1967 do kwietnia 1970 zastępca ministra budowy traktorów i maszyn rolniczych ZSRR. Od 16 kwietnia 1970 do 15 maja 1984 ambasador nadzwyczajny i pełnomocny ZSRR w Danii, 1984-1987 zastępca ministra budowy maszyn do hodowli i kormoprodukcji, 1987-1988 zastępca przewodniczącego Prezydium Izby Handlowo-Przemysłowej ZSRR, od 15 marca do 14 października 1988 ambasador nadzwyczajny i pełnomocny ZSRR w Afganistanie. Deputowany do Rady Najwyższej ZSRR 6 i 7 kadencji, 1965-1967 członek Prezydium Rady Najwyższej ZSRR.

## Odznaczenia
- Order Lenina
- Order Wojny Ojczyźnianej I klasy
- Order Przyjaźni Narodów
- Order Czerwonej Gwiazdy (dwukrotnie)
- Order „Znak Honoru”